# Perotettix pictus
Perotettix pictus är en insektsart som först beskrevs av Lethierry 1880.  Perotettix pictus ingår i släktet Perotettix, och familjen dvärgstritar. Enligt den finländska rödlistan är arten sårbar i Finland. Arten har ej påträffats i Sverige. Artens livsmiljö är friska och lundartade naturmoar.